# Севськ (Прокоп'євський округ)
Севськ (рос. Севск) — селище у складі Прокоп'євського округу Кемеровської області, Росія.

## Населення
Населення — 658 осіб (2010; 759 у 2002).
Національний склад (станом на 2002 рік):
- росіяни — 91 %